# NGC 5446
NGC 5446 је елиптична галаксија у сазвежђу Волар која се налази на NGC листи објеката дубоког неба.
Деклинација објекта је + 9° 36' 40" а ректасцензија 14h 3m 47,9s. Привидна величина (магнитуда) објекта NGC 5446 износи 13,6 а фотографска магнитуда 14,6. NGC 5446 је још познат и под ознакама NGC 5438, MCG 2-36-29, CGCG 74-75, NPM1G +09.0357, PGC 50112.